# Cabirol
El cabirol (Capreolus capreolus) és el membre de la  família Cervidae més petit d'Euràsia. La seva àrea de distribució s'estén des d'Europa occidental (on només està absent a Irlanda, Grècia i el nord d'Escandinàvia) fins al nord de la Xina.
És originari d'Europa i de l'Àsia Menor i del litoral de la mar Càspia. A la part asiàtica de Rússia el substitueix el cabirol de Sibèria (Capreolus pygargus)

## Descripció
El cabirol s'alimenta bàsicament de fulles d'arbusts i arbres petits, així com de baies i de brots tendres. També pot menjar herba, però prefereix arbusts. A l'estat adult, el cabirol té una alçada a la creu de només 76 centímetres com a màxim i un pes d'entre 15 i 30 quilos. Els mascles presenten banyes petites de tres puntes que muden cada any a principis de l'hivern i s'han acabat de desenvolupar ja quan comença la primavera. El pelatge és marró-vermellós en ambdós sexes durant l'estiu, tornant-se grisenc a l'hivern, alhora que apareix una taca blanca sobre la gropa. El ventre és de color més clar que l'esquena. Les cries, per contra, presenten un mantell vermellós esquitxat de nombroses taques blanques per augmentar el seu camuflatge amb l'entorn. Són característics els sons que emeten els dos sexes, similars a un lladruc.

## Biologia i ecologia

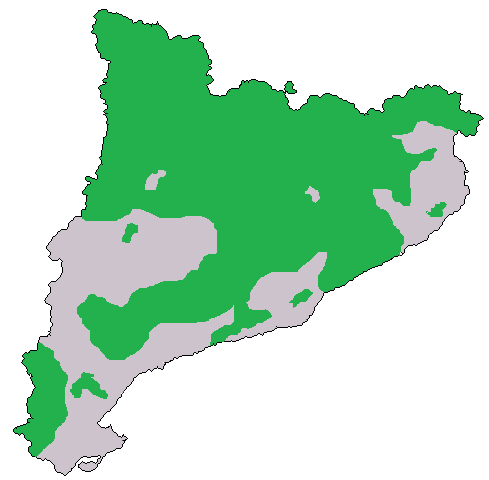
Distribució del cabirol a Catalunya.

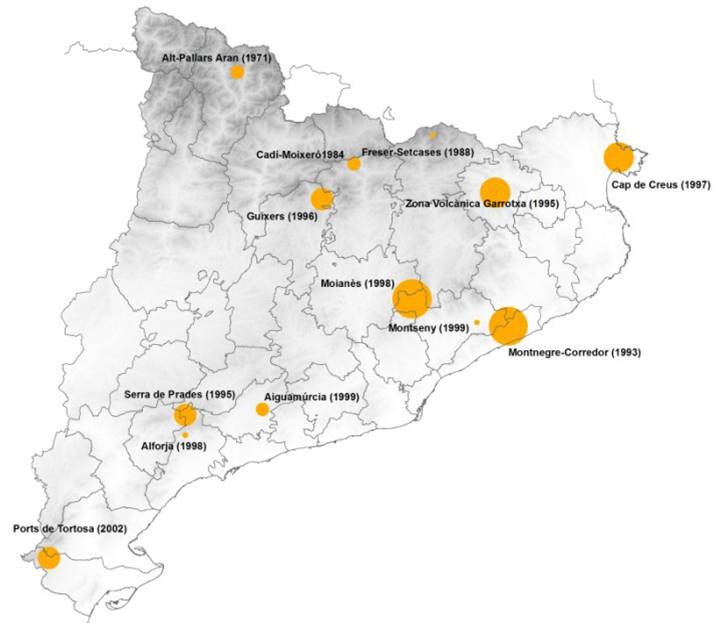
Reintroduccions del cabirol a Catalunya.

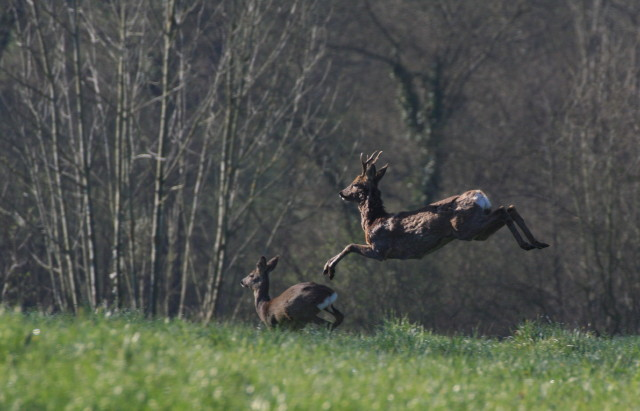
Cabirol saltant

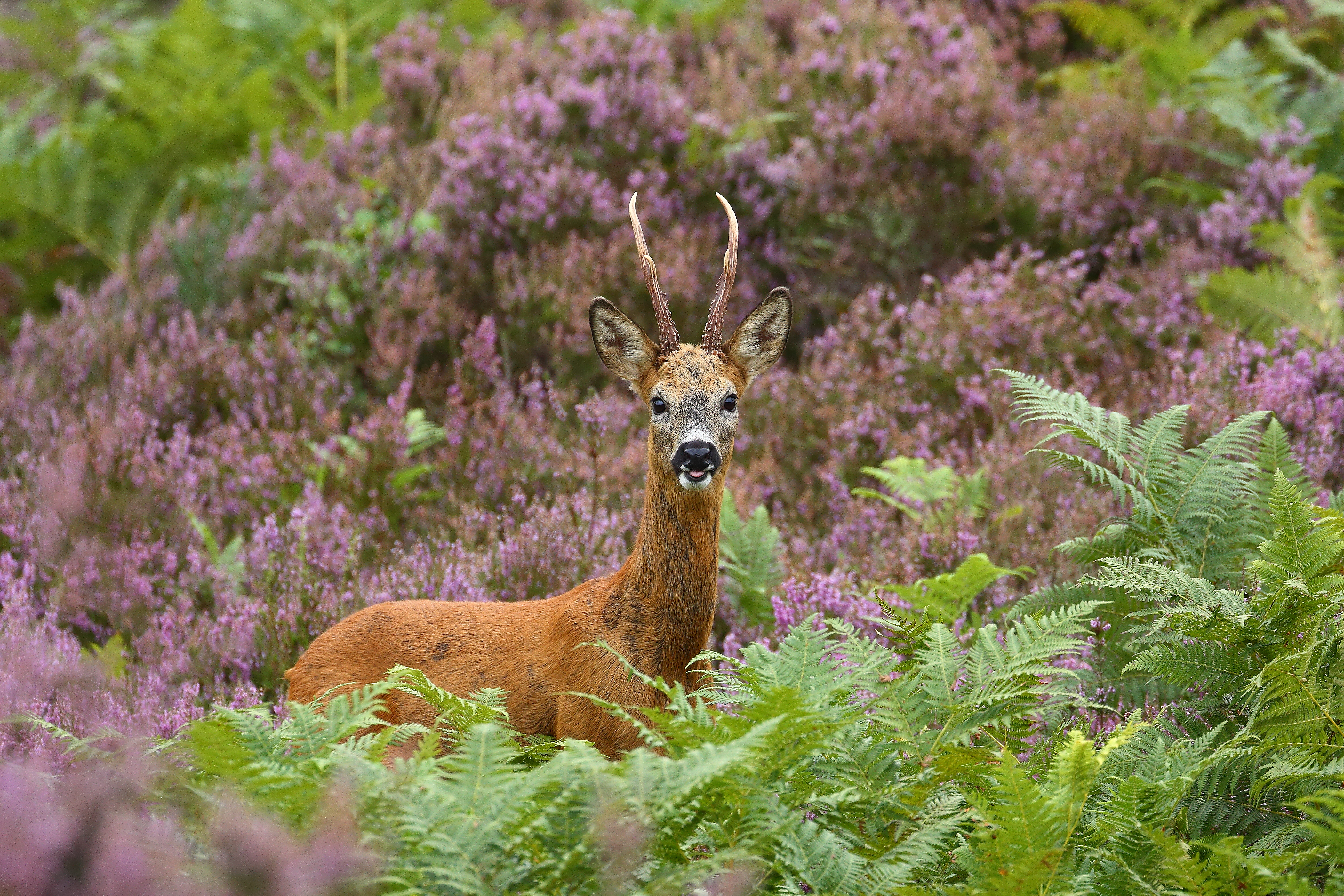
Cabirol

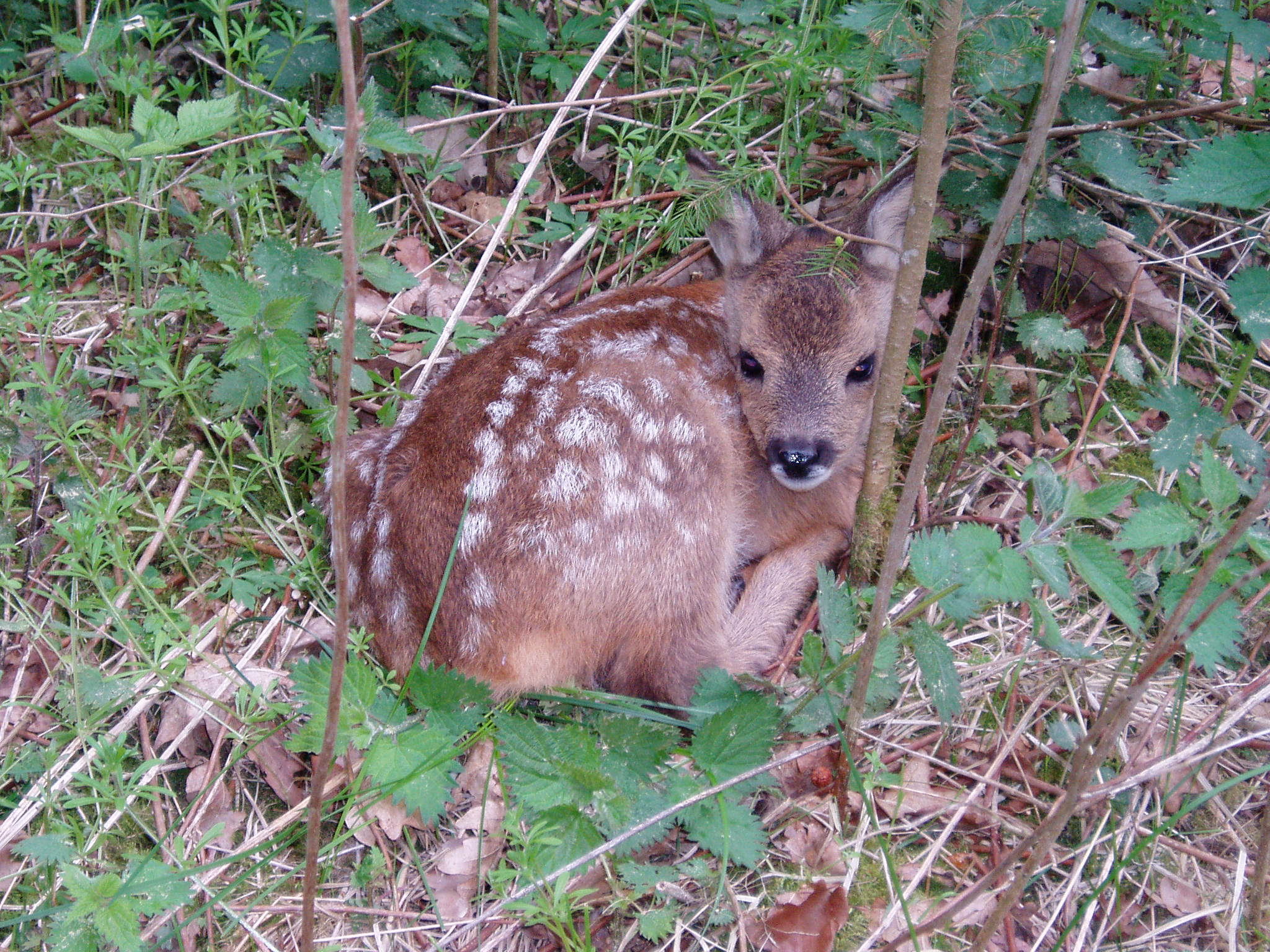
Cria de cabirol d'unes dues o tres setmanes.

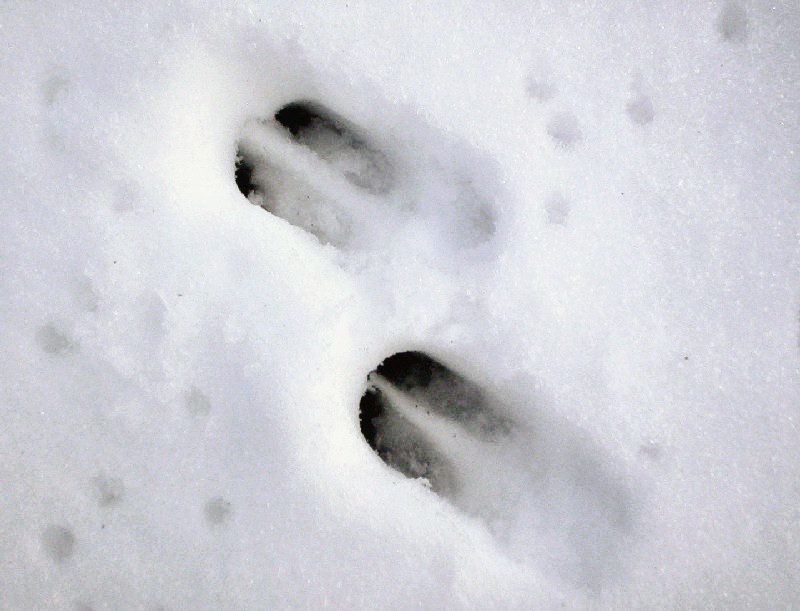
Petjades de cabirol.

El cabirol és un animal predominantment forestal, que surt a camp obert en comptades vegades durant l'estiu per afegir algunes herbes a la seva dieta, basada en el consum de fulles d'arbusts i arbres baixos, així com baies i brots tendres. Els seus hàbits són crepusculars, es pot observar-lo poques voltes durant el dia, que sol passar amagat entre l'espessa vegetació.
Les femelles viuen amb una o dues cries que hagin tingut durant l'any. És normal que aquestes passin amagades la major part del temps i que la femella només s'acosti per alletar-les, encara que sempre es mantingui vigilant. No és estrany que algunes persones, en descobrir una cria en l'espessor, la creguin abandonada i se l'emportin. Aquest és probablement el major perill que aguaita al cabirol, ja que rares vegades s'adapta a la domesticació i mor al cap de pocs dies. Per la seva banda, els mascles poden ser solitaris o viure amb una femella i les cries. En època de reproducció (inicis de l'estiu) es tornen fortament territorials i tracten de mantenir els altres mascles lluny de la seva àrea d'influència en tot moment, alhora que tracten d'atreure les femelles per aparellar-se amb elles. El cabirol és un dels pocs ungulats amb implantació diferida, de manera que la fecundació no es produeix gairebé mai durant l'aparellament, sinó de vegades fins i tot mesos després. De tota manera, el que és normal és que el naixement de les cries (una sola en les mares primerenques, dues en els parts següents) es produeixi en el mes de maig.

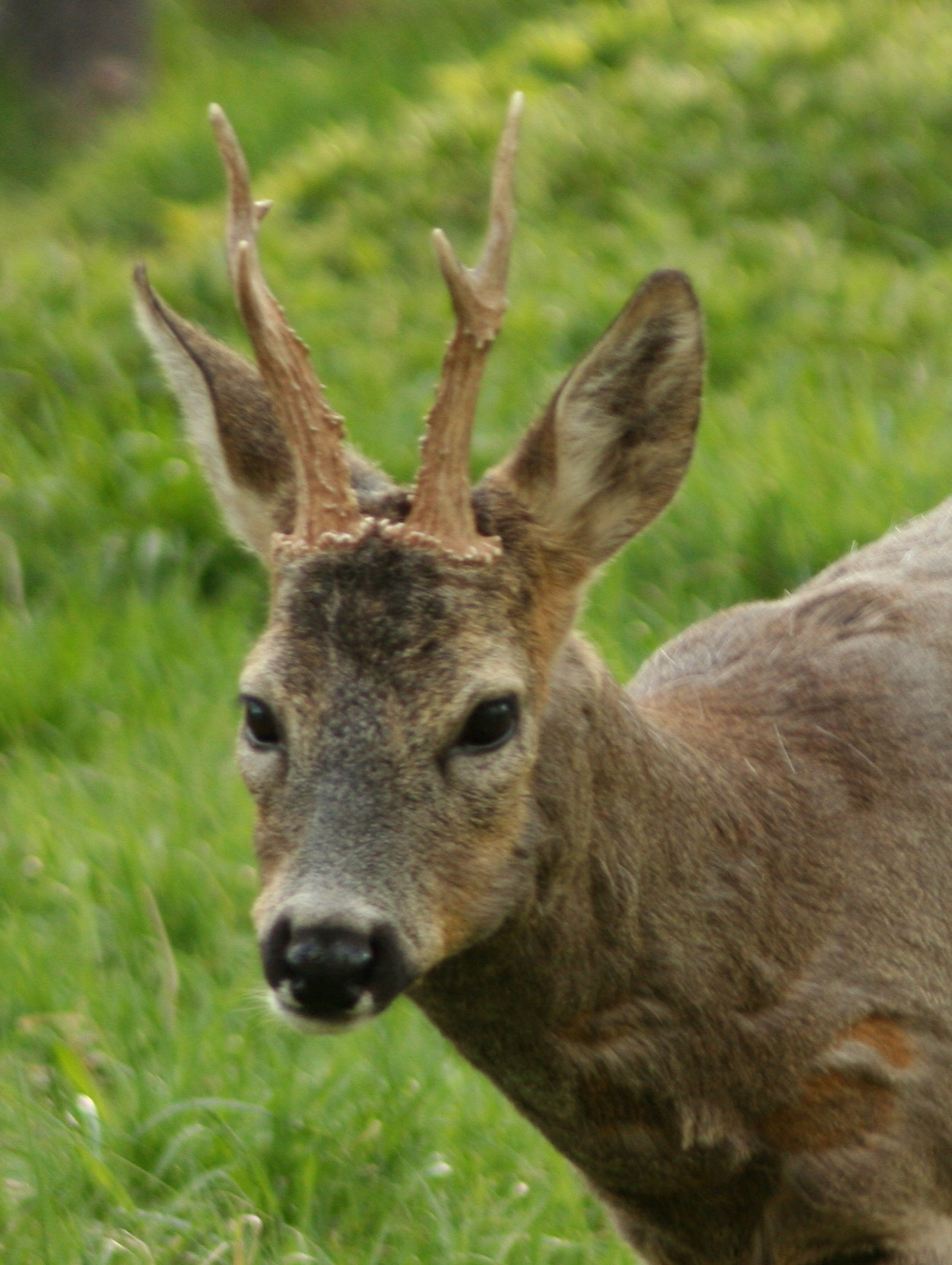
Banyes d'un cabirol adult

Té com a característica no allunyar-se gaire d'un territori molt reduït, cosa que fa que sigui una presa fàcil. Però el seu caràcter tímid i prudent fa que sigui molt difícil la seva observació.
En èpoques prehistòriques era molt abundant i era un dels objectius de caça principals dels homes del Paleolític i de principi del Neolític.
El cabirol és una espècie cinegètica en tota la seva àrea de distribució i la seva caça una activitat molt freqüent sobretot a l'Europa central i a Espanya. En aquest últim país abunda especialment en la part nord, encara que arriba pel sud fins al mar d'Alborán. A la província de Cadis està en regressió a causa de la pèrdua d'arbrat. Aquesta espècie és absent a les illes Balears, així com en altres illes mediterrànies.
Quant a Catalunya, el cabirol és l'espècie de cèrvid més abundant, ja que té poblacions estables per tot el país. Això és degut a les reintroduccions que la Generalitat de Catalunya feu en diverses zones protegides del país, i segons l'últim projecte de cens de cabirol, aquest és present, encara que de forma més o menys abundant, en zones boscoses de totes les comarques de Catalunya.

## Comportament
Quan acaba la tardor i durant l'hivern els cabirols són especialment tolerants amb els altres, sent possible veure petits grups en algunes de les àrees, on l'aliment és més abundant. Això és degut a una estratègia de supervivència hivernal, perquè així limiten el risc de veure's sorpresos per depredadors. També es poden ajuntar amb ramats de bestiar domèstic, com ovelles. No obstant, a la fi de febrer o març es van dispersant.
Les femelles viuen amb una o dues cries que hagin tingut aquest any. És normal que aquestes passin amagades la major part del temps i la femella només s'acosti per alletar-les, encara que sempre es mantingui vigilant a la vora. De vegades hi ha gent que es troba amb una cria en l'espessor, creuen que està abandonada i se l'emporten. Aquest és probablement el major perill que aguaita al cabirol, ja que poques vegades s'adapta a la domesticació i mor als pocs dies.
D'altra banda els mascles poden ser solitaris o viure amb una femella i les seves cries. En el seu cicle anual es donen èpoques en què els mascles són territorials. La territorialitat és part del comportament reproductiu. A principis de la primavera comencen a delimitar els seus territoris. Encara que els mascles mostren comportaments territorials durant la primavera, hi ha una tolerància entre sexes, solapant els seus territoris. Un bon territori per un mascle estarà solapat amb el de diverses femelles, de manera que pugui cobrir-ne diverses al llarg de la temporada de zel.
En l'època de zel, a inicis de l'estiu, es tornen fortament territorials i tracten de mantenir els altres mascles lluny de la seva àrea d'influència en tot moment, alhora que tracten d'atreure les femelles per aparellar-se amb elles. Lluny del que pugui semblar, l'agressivitat del cabirol enfront d'altres mascles en el període de zel és brutal, i pot arribar a donar mort al seu rival. Els cabirols presenten una cornamenta de tres puntes per banya, com a formació normal, però poden donar-se casos de banyes amb més de tres puntes, o rectes, sense puntes; aquests últims són molt perillosos per a la resta de cabirols. El cabirol és un dels pocs ungulats amb implantació diferida, per la qual cosa aquesta no es dona gairebé mai en el moment de l'aparellament, sinó de vegades fins i tot mesos després. De totes maneres, el normal és que el part de les cries (una sola en les mares primerenques, dues en els parts següents) es produeixi en el mes de maig.

## Gestió i caça
El cabirol és una espècie cinegètica en tota la seva distribució, sent la seva caça una activitat molt freqüent en algunes zones de l'Europa central. A Catalunya, la caça de cabirol es dona principalment al Pirineu i al Montnegre-Corredor, però també en altres zones arreu del país, gairebé sempre coincidint amb els llocs on s'hi feren reintroduccions.
La caça és una eina bàsica per fer una gestió correcta mitjançant el control poblacional de cada espècie. Per a una correcta gestió del cabirol i, en general, de totes les espècies cinegètiques, és primordial establir unes modalitats de caça adequades a cada situació. És important delimitar espais prou amplis, avaluar la capacitat de càrrega, crear un històric a partir de cens i, finalment, elaborar un pla de caça. Per aconseguir l'equilibri, moltes vegades s'han d'abatre més femelles que mascles, però és el pla de caça de cada any i de cada espai el que ens indica el nombre d'exemplars a abatre de cada sexe.

## Subespècies
En ocupar tan vastes regions del Paleàrtic, hi ha nombroses formes locals. Només a la península Ibèrica s'han descrit tres subespècies: C. c. decorus, C. c. canus i C. c. gola (Meunier, 1983) o  cabirol morisc, varietat andalusa de les províncies de Cadis i Màlaga que presenta certs trets propis, com l'absència de pitet blanc al coll, mida petita, dimorfisme sexual més accentuat i cranis més curts i amples 